# PGC 2680526
LEDA/PGC 2680526 ist eine Galaxie im Sternbild Drache am Nordsternhimmel. Sie ist schätzungsweise 617 Millionen Lichtjahre von der Milchstraße entfernt und hat einen Durchmesser von etwa 55.000 Lichtjahren.
Im selben Himmelsareal befinden sich die Galaxien NGC 4210, PGC 38954, PGC 2681073, PGC 2681633.